# Acanthostracion

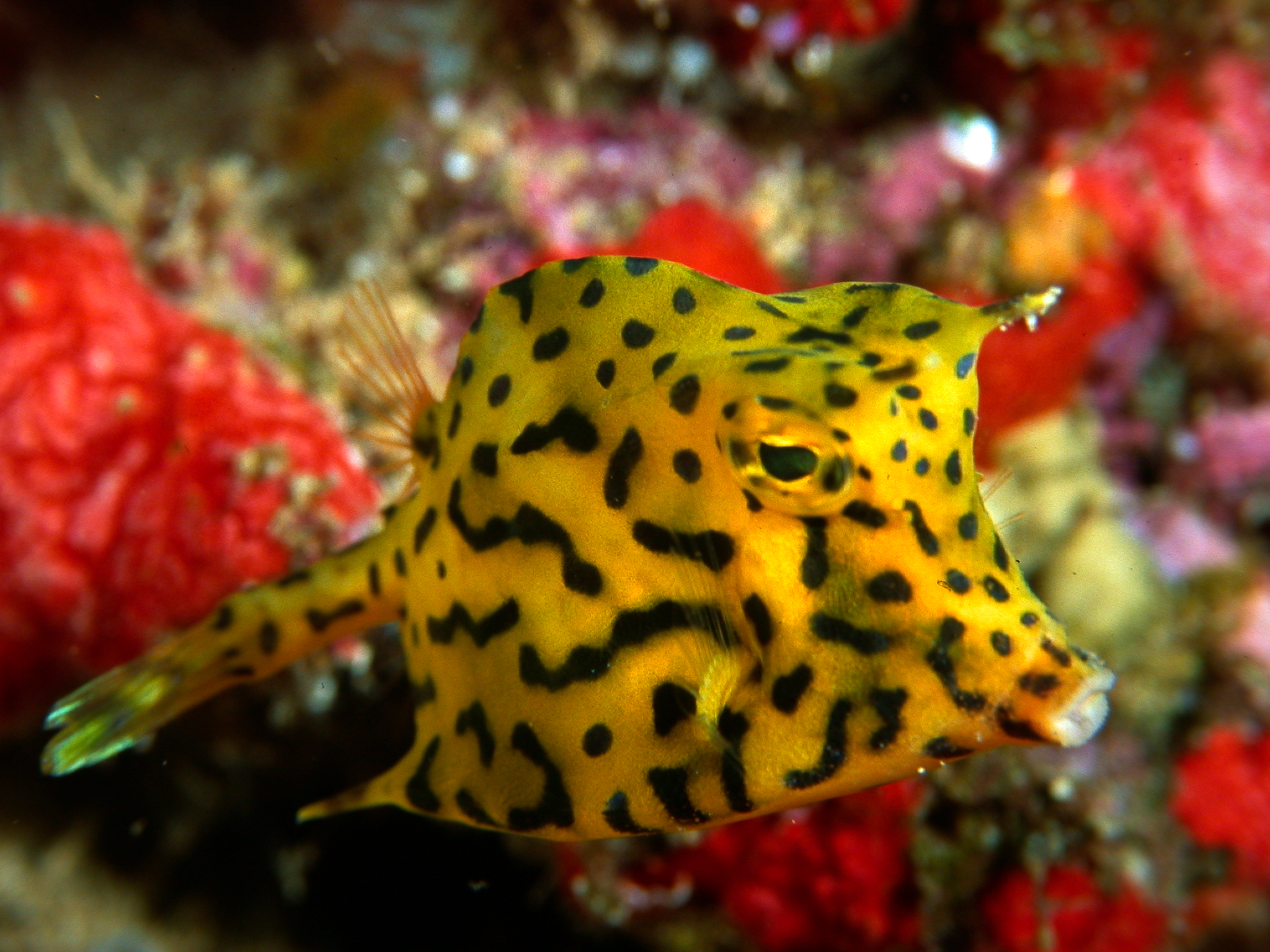
Acanthostracion quadricornis

Az Acanthostracion a csontos halak (Osteichthyes) főosztályának a sugarasúszójú halak (Actinopterygii) osztályához, ezen belül a gömbhalalakúak (Tetraodontiformes) rendjéhez és a bőröndhalfélék (Ostraciidae) családjához tartozó nem.

## Rendszerezésük
A nembe az alábbi 4 faj tartozik:
- Acanthostracion guineensis (Bleeker, 1865)
- Acanthostracion notacanthus (Bleeker, 1863)
- Acanthostracion polygonius Poey, 1876
- Acanthostracion quadricornis (Linnaeus, 1758)